# Kuranda
Kuranda è una cittadina e località situata nell'altopiano Atherton, nello stato del Queensland in Australia.
Situata a 25 km di distanza a nord di Cairns, Kuranda è rinomata per la foresta tropicale in cui è immersa ed è una delle principali attrazioni turistiche della regione. La popolazione al censo del 2016 era di 3 008 abitanti.

## Galleria d'immagini

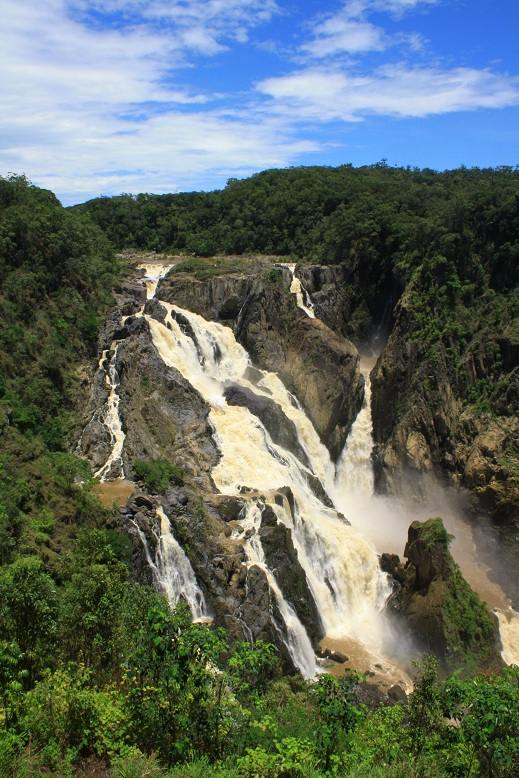
Barron Falls, Barron Gorge National Park
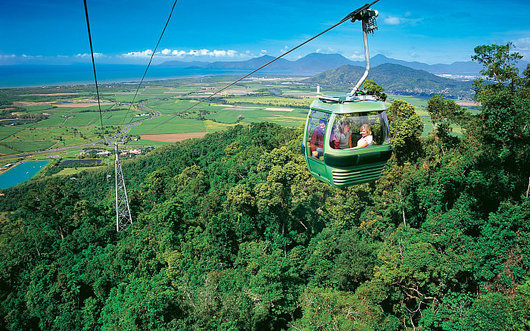
Skyrail Rainforest Cableway
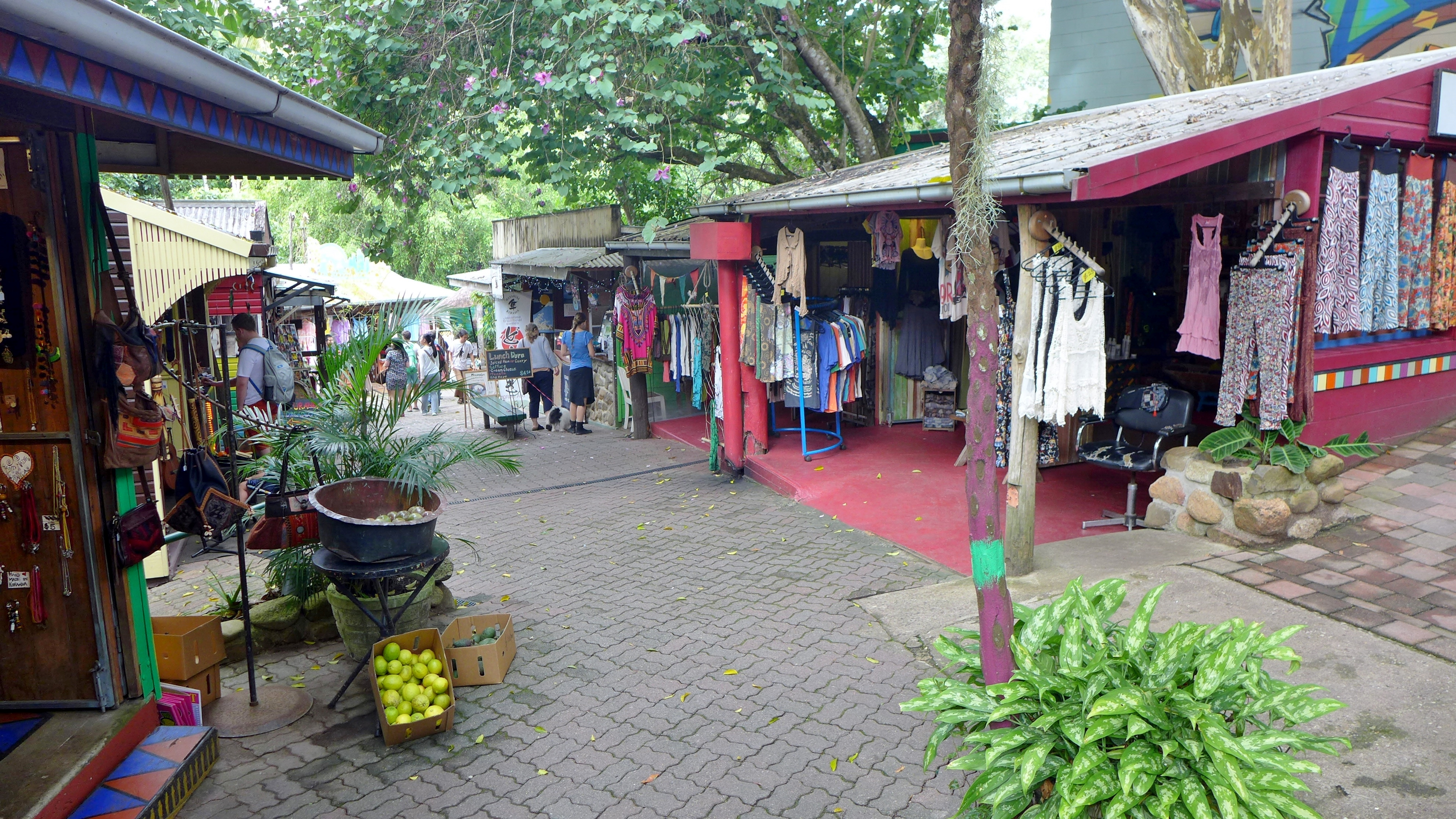
Mercato tradizionale in centro a Kuranda
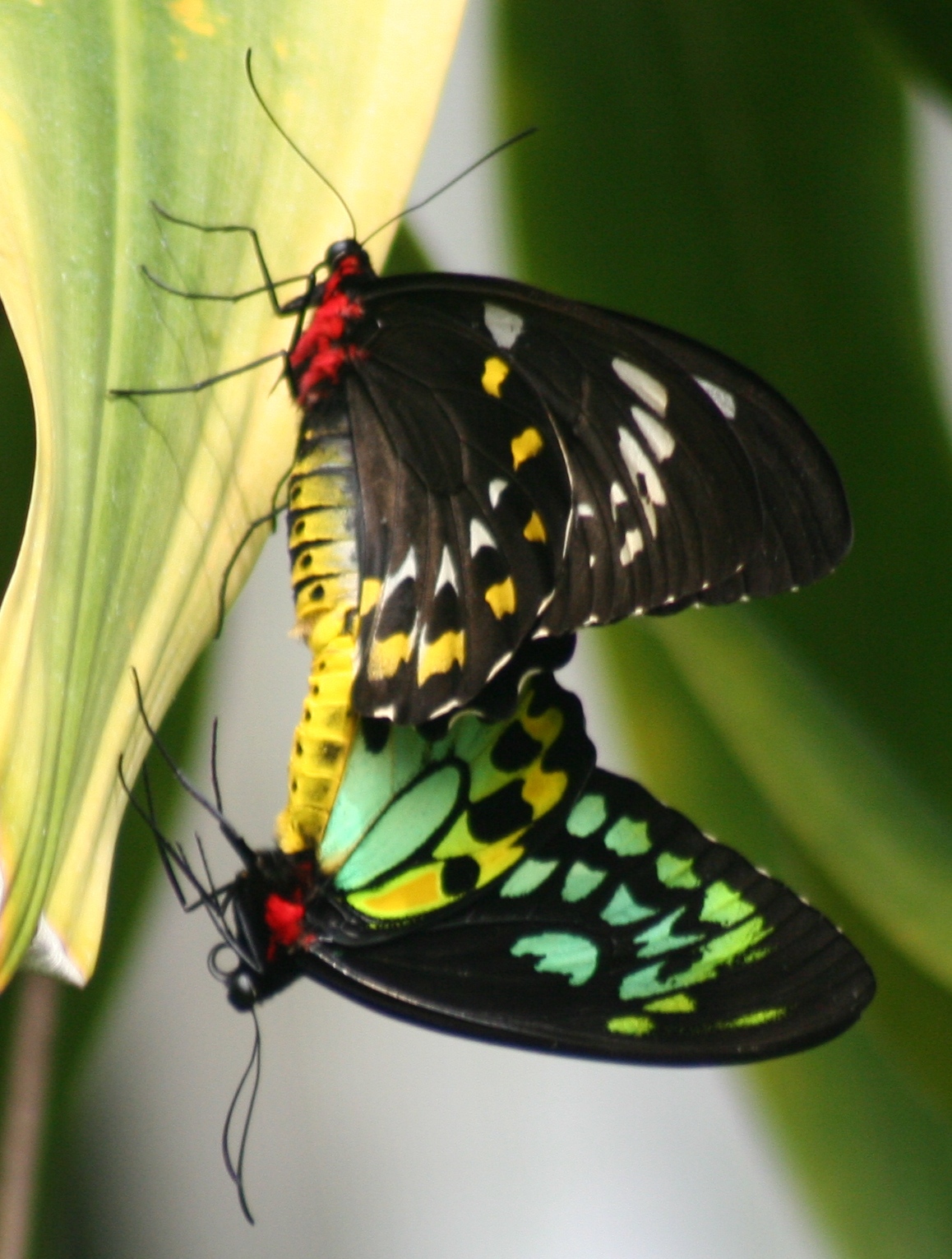
Santuario delle farfalle, Kuranda
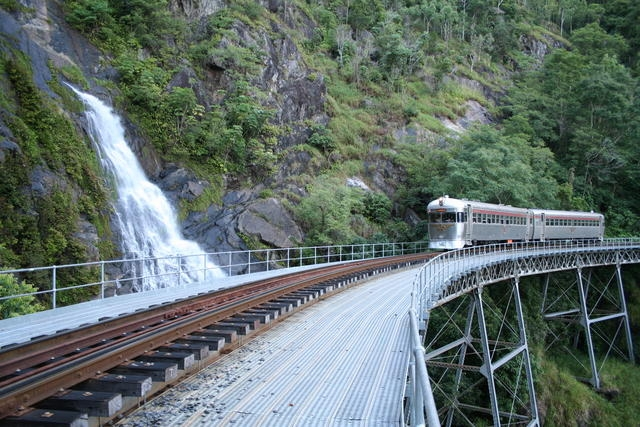
Kuranda Scenic Railway